# Collegio uninominale Toscana - 10
Il collegio elettorale uninominale Toscana - 10 è stato un collegio elettorale uninominale della Repubblica Italiana per l'elezione della Camera tra il 2017 ed il 2022.

## Territorio
Come previsto dalla legge elettorale italiana del 2017, il collegio era stato definito tramite decreto legislativo all'interno della circoscrizione Toscana.
Era formato dal territorio di 12 comuni: Bientina, Buti, Calci, Calcinaia, Cascina, Castelfranco di Sotto, Pisa, San Giuliano Terme, Santa Croce sull'Arno, Santa Maria a Monte, Vecchiano e Vicopisano.
Il collegio era quindi interamente compreso nella provincia di Pisa.
Il collegio era parte del collegio plurinominale Toscana - 02.

## Eletti
| Elezione | Elezione | Deputato       | Partito |
| -------- | -------- | -------------- | ------- |
|          | 2018     | Edoardo Ziello | Lega    |

## Dati elettorali

### XVIII legislatura
Come previsto dalla legge elettorale, 232 deputati erano eletti con sistema a maggioranza relativa in altrettanti collegi uninominali a turno unico.
| Candidati              | Candidati                | Voti    | %     | Liste                           | Voti    | %     |
| ---------------------- | ------------------------ | ------- | ----- | ------------------------------- | ------- | ----- |
|                        | Edoardo Ziello ✔️ Eletto | 51 258  | 33,77 | Lega                            | 30 628  | 20,18 |
| Forza Italia           | Edoardo Ziello ✔️ Eletto | 51 258  | 33,77 | 13 514                          | 8,90    |       |
| Fratelli d'Italia      | Edoardo Ziello ✔️ Eletto | 51 258  | 33,77 | 6 183                           | 4,07    |       |
| Noi con l'Italia - UDC | Edoardo Ziello ✔️ Eletto | 51 258  | 33,77 | 933                             | 0,61    |       |
|                        | Lucia Ciampi             | 44 322  | 29,20 | Partito Democratico             | 37 822  | 24,92 |
| +Europa                | Lucia Ciampi             | 44 322  | 29,20 | 4 683                           | 3,09    |       |
| Italia Europa Insieme  | Lucia Ciampi             | 44 322  | 29,20 | 1 065                           | 0,70    |       |
| Civica Popolare        | Lucia Ciampi             | 44 322  | 29,20 | 752                             | 0,50    |       |
|                        | Laura Palagini           | 39 005  | 25,70 | Movimento 5 Stelle              | 39 005  | 25,70 |
|                        | Nicola Fratoianni        | 9 349   | 6,16  | Liberi e Uguali                 | 9 349   | 6,16  |
|                        | Emanuela Grifoni         | 3 420   | 2,25  | Potere al Popolo!               | 3 420   | 2,25  |
|                        | Paolo Casole             | 1 527   | 1,01  | Partito Comunista               | 1 527   | 1,01  |
|                        | Gianluca Villani         | 1 251   | 0,82  | CasaPound                       | 1 251   | 0,82  |
|                        | Roberto Mura             | 786     | 0,52  | Il Popolo della Famiglia        | 786     | 0,52  |
|                        | Simone Grossi            | 580     | 0,38  | Italia agli Italiani            | 580     | 0,38  |
|                        | Nicola Sighinolfi        | 273     | 0,18  | Per una Sinistra Rivoluzionaria | 273     | 0,18  |
| Totale                 | Totale                   | 151 771 | 100   |                                 | 151 771 | 100   |
|                        |                          |         |       |                                 |         |       |
| Voti non validi        | Voti non validi          | 4 373   | 2,80  |                                 |         |       |
| Votanti                | Votanti                  | 156 144 | 78,07 |                                 |         |       |
| Elettori               | Elettori                 | 200 013 |       |                                 |         |       |